# Ostwalds Klassiker der exakten Wissenschaften
Ostwalds Klassiker der exakten Wissenschaften é uma série de livros contendo importantes obras originais de todas as áreas das ciências naturais. Foi fundada em 1889 pelo físico-químico Wilhelm Ostwald e atualmente publicada pela editora Europa-Lehrmittel.

## História
A série foi publicada pela primeira vez por Wilhelm Engelmann em Leipzig e depois pela Akademische Verlagsgesellschaft em Leipzig e, mais recentemente, em reimpressões e novas edições pela Verlag Harri Deutsch em Frankfurt am Main.
O objetivo de Ostwald era remediar a “falta de conhecimento daquelas grandes obras sobre as quais assenta a construção da ciência”. O primeiro volume em 1889 foi Über die Erhaltung der Kraft (de 1847), de Hermann von Helmholtz. Em 1894 o físico Arthur von Oettingen assumiu de Ostwald a publicação (e permaneceu como editor até 1920, quando o filho de Ostwald, Wolfgang Ostwald, assumiu o cargo); Ostwald inicialmente continuou a publicar os volumes de química até ser substituído por Richard Abegg. Até 1915 foram publicados 195 volumes; em seguida houve uma interrupção devido à Primeira Guerra Mundial até 1919. A partir de 1919 foram publicados pela Akademische Verlagsgesellschaft, que também publicou edições anteriores. Em 1923 apareceu o doucentésimo volume (obras de Wilhelm Ostwald sobre catálise). De 1938 (volume 244) a 1954 (volume 245) houve uma pausa devido à Segunda Guerra Mundial. A série foi então continuada pela sucessora da Akademische Verlagsgesellschaft na Alemanha Oriental, a Akademische Verlagsgesellschaft Geest & Portig. Esta foi fundida a partir de 1968 com a B. G. Teubner Verlag, que foi, portanto, co-editora da série. A sucessora da Akademische Verlagsgesellschaft na Alemanha Ocidental, com sede em Frankfurt am Main, também publicou uma nova série a partir de 1965 (a editora existiu até 1983), dos quais seis títulos apareceram (a partir do volume 4 em 1968 foram publicados pela Vieweg Verlag em Braunschweig). A partir de 1982 houve reimpressões das antigas séries antes da Segunda Guerra Mundial, na Alemanha Ocidental, pela editora Harri Deutsch de Frankfurt, especializada na publicação de literatura científica da Alemanha Oriental na Alemanha Ocidental. Até 1987 um total de 275 volumes foram publicados.

## Volumes pela Akademische Verlagsgesellschaft após a guerra
Após a Segunda Guerra Mundial publicados pela Akademische Verlagsgesellschaft, Harri Deutsch e Europa-Lehrmittel (exceto para reimpressões/novas edições da série antiga):
- 245 Carl Ramsauer: Wirkungsquerschnitt der Edelgase gegenüber langsamen Elektronen
- 246 Georg Christoph Lichtenberg: Über eine neue Methode, die Natur und die Bewegung der elektrischen Materie zu erforschen
- 247 Alexander von Humboldt: Ideen zu einer Physiognomik der Gewächse
- 248 Alexander von Humboldt: Ideen zu einer Geographie der Pflanzen
- 249 Eduard Poeppig: Tropenvegetation und Tropenmenschen
- 250 Wilhelm Ostwald: Volumchemische Studien über Affinität und volumenchemische und optisch-chemische Studien
- 251 Heinrich Hertz: Über sehr schnelle elektrische Schwingungen
- 252 Pavel Alexandrov et al.: Die Hilbertschen Probleme
- 253 Felix Klein: Das Erlanger Programm
- 254 Francis Crick, Robert Holley, James D. Watson: Abhandlungen zur Molekulargenetik
- 255 Ejnar Hertzsprung: Zur Strahlung der Sterne
- 256 Carl Friedrich Gauß: Mathematisches Tagebuch
- 257 Wilhelm Ostwald: Gedanken zur Biosphäre
- 258 Ernst Chladni: Über den kosmischen Ursprung der Meteorite und Feuerkugeln
- 259 Carl Schorlemmer: Ursprung und Entwicklung der organischen Chemie
- 260 Gerhard Harig: Physik und Renaissance
- 261 Leonhard Euler: Zur Theorie komplexer Funktionen
- 262 Max Volmer: Zur Kinetik der Phasenbildung und Elektrodenreaktion
- 263 Heinrich Hertz: Prinzipien der Mechanik
- 264 Manfred von Ardenne: Arbeiten zur Elektronik
- 265 Jacobus Henricus van 't Hoff: Studien zur chemischen Dynamik
- 266 Jaroslav Heyrovský: Polarographie
- 267 Wilhelm Ostwald: Zur Geschichte der Wissenschaft. Vier Manuskripte aus dem Nachlaß
- 268 Karl August Möbius: Zum Biozönose-Begriff. Die Auster und die Austernwirtschaft
- 269 Peter Simon Pallas: Über die Beschaffenheit der Gebirge und die Veränderungen der Erdkugel
- 270 R. Klaus Müller (Hrsg.): Dokumente zur Entwicklung der Toxikologie im 19. Jahrhundert
- 271 Johann Wilhelm Ritter: Entdeckungen zur Elektrochemie, Bioelektrochemie und Photochemie
- 272: Friedlieb Ferdinand Runge, Raphael Eduard Liesegang, Boris Pavlovich Belousov, Anatol Zhabotinsky: Selbstorganisation chemischer Strukturen
- 273 Johannes Kepler: Vom sechseckigen Schnee
- 274 Hermann Sachse, Ernst Mohr: Zur Konformation des Cyclohexans
- 275 Matthias Jacob Schleiden, Theodor Schwann, Max Johann Sigismund Schultze: Klassische Schriften zur Zellenlehre
- 276 Ernst Abbe: Briefwechsel mit Adolf Ferdinand Weinhold
- 277–279 Jean-Baptiste de Lamarck: Zoologische Philosophie 1–3
- 280 Franz Xaver Zach: Astronomie der Goethezeit
- 281 Manfred Eigen: Die unmeßbar schnellen Reaktionen
- 282
- 283 Joseph von Gerlach: Die Anfänge der histologischen Färbung und der Mikrophotographie
- 284 Marie Curie: Die Entdeckung des Radiums
- 285 Siegmund Exner-Ewarten: Entwurf zu einer physiologischen Erklärung der psychischen Erscheinungen
- 286 Ludwig Boltzmann: Entropie und Wahrscheinlichkeit
- 287 Alexander Friedmann: Die Welt als Raum und Zeit
- 288 William Herschel: Über den Bau des Himmels
- 289 Frederick Soddy: Die Natur des Radiums
- 290 Walther Nernst: Begründung der Theoretischen Chemie
- 291 Johann Karl Friedrich Zöllner: Grundzüge einer allgemeinen Photometrie des Himmels
- 292–294 Michael Faraday: Experimentaluntersuchungen über Elektrizität, 3 Bände
- 295 Johannes Kepler: Tertius interveniens : Warnung an etliche Gegner der Astrologie, das Kind nicht mit dem Bade auszuschütten
- 296 Robert Bunsen: Gasometrische Methoden
- 297 Charles Bonnet: Systemtheorie und Philosophie organisierter Körper
- 298 Paul Drude: Zur Elektronentheorie der Metalle
- 299 Max Planck: Über thermodynamische Gleichgewichte
- 300 Nicolau Copérnico: Über die Umschwünge der himmlischen Kreise
- 301/302 Pierre-Simon Laplace: Darstellung des Weltsystems 1,2
- 303 Paul Flechsig, Hans Berger: Gehirn und Seele
- 304 Georges Lemaître: Von der klassischen Kosmologie zum Quantenkosmos

## Volumes pela Akademische Verlagsgesellschaft Frankfurt
Apenas seis volumes apareceram aqui, que como uma nova série não seguiram as antigas séries em termos de numeração:
- Volume 1, Simon Stevin: De Thiende
- Volume 2, Johann Wilhelm Ritter: Die Begründung der Elektrochemie und Entdeckung der ultravioletten Strahlung
- Volume 3, Niels Stensen: Das Feste im Festen
- Volume 4, Os nove capítulos da arte matemática
- Volume 5, Wilhelm Weber, Rudolf Kohlrausch: Über die Einführung absoluter elektrischer Maße
- Volume 6, Gregor Mendel: Versuche über Pflanzenhybriden (erschien schon in der alten Reihe)

Mais volumes foram planejados (como Einführung in die Algebra de François Viète, publicado em outro lugar em 1973).